# Lo blanco y lo negro
Lo blanco y lo negro é uma telenovela mexicana produzida por Ernesto Alonso para a Televisa e exibida pelo El Canal de las Estrellas entre 17 de abril e 27 de outubro de 1989.
Contou com Ernesto Alonso, Elsa Aguirre, Marco Muñoz, Mariana Levy, Marcela Páez, Omar Fierro, Guillermo Murray, Rafael Sánchez-Navarro e Lupita D'Alessio nos papéis principais.

## Elenco
- Ernesto Alonso - Ángel de Castro / Silvio de Castro
- Lupita D'Alessio - Verónica Montes
- Elsa Aguirre - Carolina de Castro
- Marco Muñoz - Armando de Castro
- Mariana Levy - Alma de Castro
- Sebastián Ligarde - Andrés de Castro
- Omar Fierro - Raúl Alcázar
- Guillermo Murray - Guillermo Alcázar
- Rafael Amador - César Morelli
- Ana Luisa Peluffo - Odette
- Emilia Carranza - Raquel de Alcázar
- Rafael Sánchez-Navarro - Roberto Olmedo
- Marcela Páez - Alicia de Castro
- Jorge Vargas (ator) - Julio Cantú
- Isabela Corona - Citalli
- Vicky de la Piedra - Felisa
- Miguel Manzano - Don Carlos
- Merle Uribe - Elena
- Oscar Bonfiglio - Javier Bautista
- Nailea Norvind - Selma Alcázar
- Mauricio Ferrari - Carlos Carvajal
- Mario Casillas - Ramón Ferreira
- Raquel Olmedo - Soledad
- Julio Ahuet - El Manoplas
- María Marcela - Irene O'Neal
- Fernando Robles - Jacinto Figueredo
- María Eugenia Ríos - Raymunda
- Roberto Cobo - Pepe Mateos
- Cecilia Romo - Cristina Carvajal
- Tony Bravo - Luis Soto
- Toño Infante - Cipriano Sánchez
- Mario de Jesús Garfiel - El Mudo
- Adalberto Parra - Esteban
- Carlos Cardán - Juan
- Cornelio Laguna - Samuel
- Ángel Carpinteyro - Jorge
- Ángeles Marín - María
- Clementina Gaudi - Esther
- Martha Patricia - Jeanette
- Ramón Menéndez - René Laval
- Héctor Sáez - Teniente Larios
- Felipe González - Jaime
- María Rojo - Andrea
- Gilberto Román - Tony
- Felicia Mercado - Deborah
- Armando Sandoval - Víctor
- Giovanni Korporal - Sr. Lewis
- María Regina - Marcia
- María Sarfatti - Dr. Ruiz
- Roberto Ruy - El Asesino
- Lucy Cantú - Clara
- Mario Sauret - Rey
- Lucía Castell - Consuelo
- Marina Marín - La Criolla
- Rigoberto Carmona - El Poeta
- Rossy Navarro - La Prieta
- Oralia Olvera
- Marcelo Cruz - Anton Lin

## Prêmios e indicações

### Prêmio TVyNovelas 1990
| Categoria             | Indicado(a)    | Resultado |
| --------------------- | -------------- | --------- |
| Melhor ator principal | Ernesto Alonso | Venceu    |